# あんず油

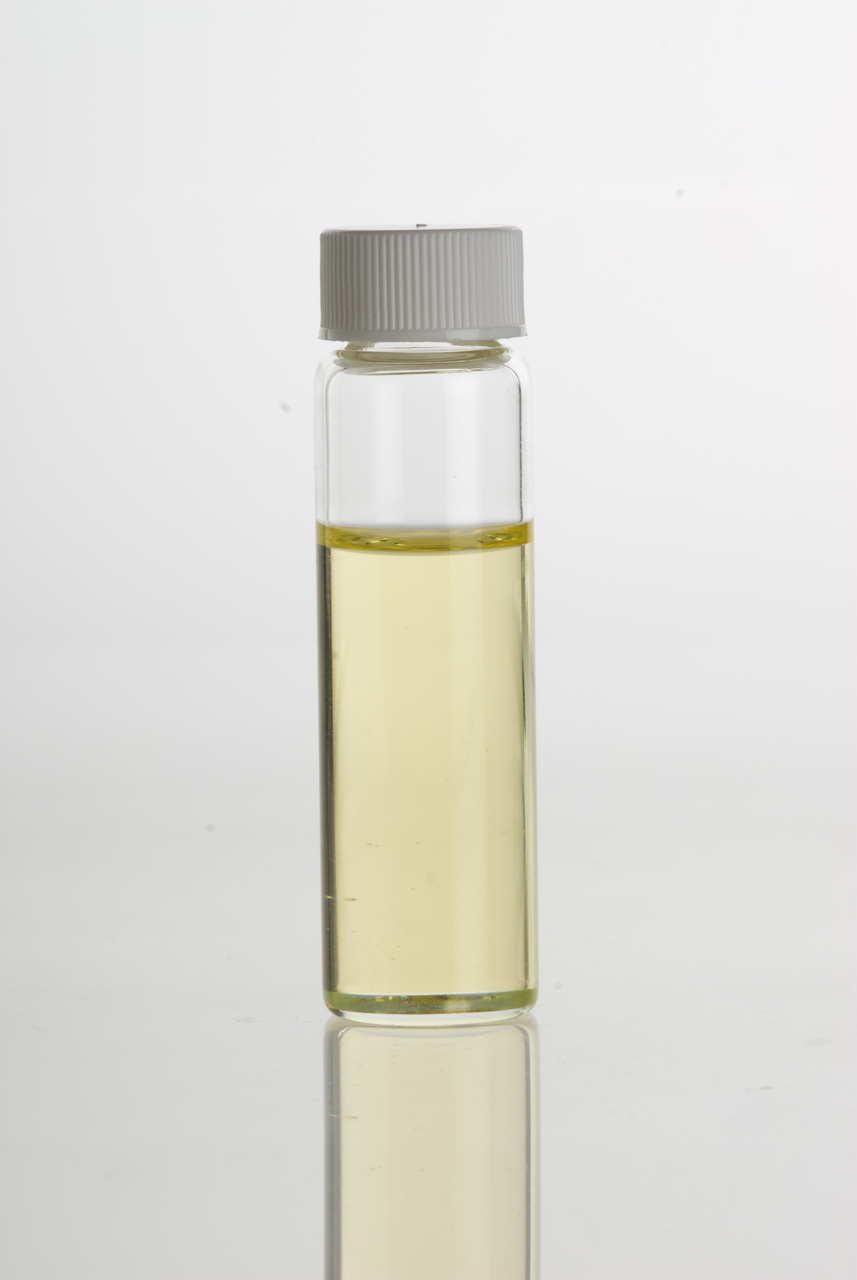
透明なガラス製バイアルに入れられたあんず油

あんず油(あんずゆ、英: Apricot oil)は、アンズの種子の仁（杏仁）から搾られる油脂である。
杏仁の油脂含量は40-50%で、性質は、やはり果実の種子の仁から抽出されるアーモンド油やモモ油と類似している。
あんず油とアーモンド油は、皮膚を柔らかくするため化粧品に用いられる。
油粕は、無色の結晶性配糖体であるアミグダリンを含む精油を抽出するためにも用いられる。
成分は主に、どちらも不飽和脂肪酸であるオレイン酸とリノレン酸である。